# Elisabetta Pinotti
Elisabetta Pinotti, o Bettina, fou una contralt italiana, que va excel·lir en la representació dels rols de transvestit, i va ser la primera Ottone el 1817 a l'òpera de Rossini Adelaide di Borgogna.
Va cantar les temporades 1807-1809 i 1810-1813 al Teatro San Carlo. Durant el principi del segle xix va cantar per tot Itàlia, sobretot a Roma i Milà.